# Arquebisbat d'Agrigent
L'arquebisbat d'Agrigent (italià:  Arcidiocesi di Agrigento; llatí: Archidioecesis Agrigentina) és una seu metropolitana de l'Església catòlica que pertany a la regió eclesiàstica Sicília. El 2012 sumava amb 469.000 batejats al voltant de 479.700 habitants. Actualment està dirigida per l'arquebisbe Francesco Montenegro.

## Territori
El territori de l'arquebisbat és un dels més grans de Sicília. S'estén sobre una superfície de 3.041,89 km², i està dividit en 194 parròquies.
Situat a la part sud-occidental de Sicília, al sud limita amb el mar. Els seus límits es corresponen als de la província d'Agrigent, i ocupa 43 municipis: Agrigent, Alessandria della Rocca, Aragona, Bivona, Burgio, Calamonaci, Caltabellotta, Camastra, Cammarata, Campobello di Licata, Canicattì, Casteltermini, Castrofilippo, Cattolica Eraclea, Cianciana, Comitini, Favara, Grotte, Joppolo Giancaxio, Lampedusa e Linosa, Licata, Lucca Sicula, Menfi, Montallegro, Montevago, Naro, Palma di Montechiaro, Porto Empedocle, Racalmuto, Raffadali, Ravanusa, Realmonte, Ribera, Sambuca di Sicilia, San Biagio Platani, San Giovanni Gemini, Sant'Angelo Muxaro, Santa Elisabetta, Santa Margherita di Belice, Santo Stefano Quisquina, Sciacca, Siculiana i Villafranca Sicula.
La província eclesiàstica comprèn dues diòcesis sufragànies: Caltanissetta i Piazza Armerina.
La seu arquebisbal està situada a la ciutat d'Agrigent, on es troba la Catedral de San Gerland

## Història
Sobre l'origen de l'església agrigentina no hi ha notícies precises, però les restes existents, com les catacombes d'Agrigent i Naro, les tombes segurament cristianes existents a diverses zones del territori i, sobretot, una petita basílica paleocristiana i altres restes arqueològiques provinents de diverses zones de la província proporcionen elements per donar com a certa la presència d'una comunitat sòlida a Agrigento vers els segles ii i iii.
Segons la tradició, el primer bisbe va ser San Libertí. La basílica paleocristiana per a alguns investigadors era una memoria martyrum en la qual van ser enterrats Liertí i Pelegrí en dos nínxols a terra. El primer bisbe històricament cert és Eusani, a la segona meitat del segle vi. Aquest bisbe va ser empresonat per ordre del Pelagi II com a pròdig i morí a Roma.
Abans de la invasió àrab no hi ha moltes notícies sobre la diòcesi, llevat de Sant Pel·legrí. Entre els bisbes agrigentins històricament segurs que hi ha estan: sant Gregori II, esmentat a les cartes del Papa Gregori Magne (entre el 591 i el 603), i autor d'un comentari en grec sobre l'Eclesiastès; Maxim i Fèlix, que va participar en dos sínodes a Roma, respectivament, al 649 i 651; Gregori i Joan, que van participar en el Concilis Ecumènics de 680/681 (Tercer Concili de Constantinoble) i 787 (Segon Concili de Nicea).
Segons el Lanzoni, els bisbes Gregori I, Potamioni i Teodor (o Teodosi), històricament segurs però que la tradició situa abans de Gregori II, en realitat pertanyen a un període posterior, entre els segles vii i viii. Segons el mateix autor, Eusani va ser l'antecessor directe de Gregori II, que va viure entre el 578 i 580 o 590. Així, el Gregori I correspondria al bisbe Gregori, present a Constantinoble l'any 680.
Després de la dominació àrab, el primer bisbe va ser sant Gerland (vers 1030-1100), i en aquells moments la diòcesi es va estendre fins a les portes de Palerm, també incloent Termini Imerese, i era anomenada "diòcesi dels dos mars", car es trobava davant de l'estret de Sicília al nord i el Mar Tirrè al sud. La diòcesi era sufragània de l'arquebisbat de Palerm. L'antiga diòcesi de Trikala o Triocala mai va ser restaurada, i en el període normand el seu territori es va incorporar a la d'Agrigent.
El llarg episcopat d'Urs, a cavall entre els segles XII i xiii va ser aventurer: va ser privat en tres ocasions dels béns de l'Església i s'hagué d'exiliar, va ser capturat pels sarraïns, que el van tenir pres durant catorze mesos fins que va poder pagar un quantiós rescat. El seu successor Reinald d'Acquaviva coronà rei a Manfred, sent per això excomunicat pel Papa Alexandre IV.
El bisbe Juan Orozco Covarrubias, al segle xvii, implantà la primera impremta de la ciutat, protegí escriptors i artistes i promogué l'establiment del Seminari diocesà, que va ser inaugurat el 21 de febrer 1607 pel seu successor, Vincenzo Bonincontro, que el va afavorir.
També és important l'episcopat de Francesco Gisulfo, que va enriquir la catedral d'objectes de valor i dos òrgans i comprà per la ciutat d'Agrigent l'exempció permanent dels impostos especials de la farina.
Cap a la meitat del segle xviii Andrea Lucchesi Palli erigí el palau episcopal i una biblioteca pública.
El 1884, durant el pontificat de Gregori XVI, va haver una modificació dels límits de la diòcesi, 13 pobles van ser cedits per tal que s'erigís la diòcesi de Caltanisseta, 5 per a l'arquebisbat de Monreale i un per a l'arquebisbat de Palerm. Contextualment, passà a formar part de la província eclesiàstica de l'arquebisbat de Monreale.
El 2 de desembre de 2000, mitjançant la butlla Ad maiori consulendum de Joan Pau II, la seu agrigentina va ser elevada al rang d'arxidiòcesi metropolitana, amb les diòcesis de Caltanisseta i Piazza Armerina com a sufragànies.

### Cronologia episcopal
- San Libertí ? † (segle i-II)
- San Gregorio I ? †
- Macario ? †
- San Potamio † (nel 570)
- Eusanio † (570 - 580 deposat)
- Teodoro o Teodosio † (? - 590 mort)
- San Gregorio II † (inicis de 591 – finals de 603)
- Esilirato ? †
- Liberio ? † (mencionat el 616)
- Massimo † (mencionat el 649)
- Felice † (mencionat el 651)
- Gregorio (o Giorgio) † (mencionat el 678/681)
- Giovanni † (mencionat el 787)
- Sant'Ermogene † (vers 800)
  - Dominació àrab
- San Gerland † (1088 - 1100)
- Drogone † (1100 - 1104)
- Alberto † (1104 - 1105)
- Guarino, O.S.B. † (1105 - 1128 ?)
- Gualtiero I † (1128 - 17 d'abril de 1141 mort)
- Rogerio † (1142 - ?)
- Gentile † (1154 - 1171 mort)
- Bartolomeo † (1171 - 1191 nomenat arquebisbe de Palerm)
- Urso † (1191 - 1239 mort)
- Rainaldo D'Acquaviva † (1240 - vers 1264 mort)
- Goffredo, O.F.M. † (1265 - 28 de gener de 1271 mort)
- Guglielmo de Morina † (1271 - 1272)
- Guido † (2 de juny de 1273 - d'agost de 1274 mort)
  - Gualtiero II ? † (1278 - ?) (substitus episcopi)
- Goberto † (1275 - 23 d'agost de 1286 nomenat bisbe de Capaccio)
- Lamberto, O.S.A. † (1287 - 1294 mort)[1]
  - Roberto † (1298 - 1302) (administrador apostòlic)
- Bertoldo di Labro † (10 de gener de 1304 – 27 de març de 1326 mort)
  - Giacomo Musca † (1326 - 1326 mort) (bisbe electe)
- Matteo Orsini, O.P. † (20 d'octubre de 1326 - 15 de juny de 1327 nomenat bisbe de Manfredonia)
- Filippo Hambaldi, O.P. † (6 de juny de 1328 - vers 1348 mort)
- Ottaviano di Labro † (12 de maig de 1350 - 8 de novembre de 1362 nomenat arquebisbe de Palerm)
- Matteo de Fugardo † (16 de març de 1362 - 1390 o 1392 mort)
- Gilforte Riccobono † (6 de març de 1392 - 23 d'octubre de 1395 nomenat arquebisbe de Palerm)
  - Pietro de Corti, O.S.A. † (2 de juny de 1393 - ?) (antibisbe)[2]
- Nicolò, O.S.B. † (1395 - 23 d'agost de 1398 nomenat bisbe d'Orvieto)
- Nicolò de Burellis † (3 de juny de 1398 - 1400 mort)
- Giovanni Cardella † (19 d'octubre de 1400 - 1401 nomenat bisbe de Castro ?)
- Giovanni de Pinu, O.F.M. † (1 d'octubre de 1401 - 1412 ?)
- Filippo de Ferrario, O.Carm. † (4 de juliol de 1414 - 1421)
- Lorenzo di Mesassal, O.Cist. † (16 de març de 1422 - 1441 mort)
  - Bernardo Bosco † (1442) (bisbe electe)
- Beato Matteo de Gallo e Gimarra o Gimena, O.F.M. † (17 de setembre de 1442 - 1445 dimití)
- Antonio Ponticorona, O.P. † (23 de juliol de 1445 - vers 1451 mort)
- Domenico Xarth, O.Cist. † (10 de gener de 1452 - 1471 mort)
- Giovanni de Cardellis, O.S.B. † (11 de desembre de 1472 - de febrer de 1479 mort)
- Joan de Castre-Pinós † (19 de febrer de 1479 - 2 d'octubre de 1506 mort)
- Giuliano Cybo † (5 d'octubre de 1506 - vers 1537 mort)
- Pietro Tagliavia d'Aragona † (28 de maig de 1537 - 10 d'octubre de 1544 nomenat arquebisbe de Palerm)
  - Rodolfo Pio di Carpi † (10 d'octubre de 1544 - 2 de maig de 1564 mort) (administrador apostòlic)
- Luigi Suppa, O.P. † (13 d'abril de 1565 - 29 de setembre de 1569 mort)
- Giovanni Battista de Hogeda (Juan Bautista Ojeda) † (27 d'agost de 1571 - 1574 mort)
- Cesare Marullo † (14 de juliol de 1574 - 11 de setembre de 1577 nomenat arquebisbe de Palerm)
- Giovanni de Roxas (Juan Rojas) † (9 d'octubre de 1577 - 21 de maig de 1578 mort)
- Antonio Lombardo † (30 de març de 1579 - 23 de gener de 1585 nomenat arquebisbe de Messina)
- Diego Haëdo † (23 de gener de 1585 - 14 d'agost de 1589 nomenat arquebisbe de Palerm)
  - Luigi de Amato † (1589 - 1590 mort) (bisbe electe)
- Francesco del Pozzo † (23 de gener de 1591 - 7 de març de 1593 mort)
- Juan Orozco Covarrubias y Leiva † (2 de desembre de 1594 - 16 de gener de 1606 nomenat bisbe de Guadix)
- Vincenzo Bonincontro, O.P. † (25 de juny de 1607 - 27 de maig de 1622 mort)
- Ottavio Ridolfi † (20 de març de 1623 - 16 de juliol de 1624 mort)
- Francesco Traina † (2 de març de 1627 - 4 d'octubre de 1651 mort)
- Ferdinando Sanchez de Cuellar, O.S.A. † (26 de maig de 1653 - 4 de gener de 1657 mort)[3]
- Francesco Gisulfo e Osorio † (30 de setembre de 1658 - 17 de desembre de 1664 mort)
- Ignazio d'Amico † (15 de desembre de 1666 - 15 de desembre de 1668 mort)
  - Johann Eberhard Nidhard, S.J. † (1671 - 16 de novembre de 1671 nomenat arquebisbe titular d'Edessa d'Osroene) (bisbe electe)
- Francesco Giuseppe Crespos d'Escobar † (2 de maig de 1672 - 17 de maig de 1674 mort)
- Francesco Maria Rini, O.F.M. † (19 d'octubre de 1676 - 4 d'agost de 1696 mort)
- Francesco Ramírez, O.P. † (26 d'agost de 1697 - 27 d'agost de 1715 mort)
  - Sede vacante (1715-1723)
- Anselmo de la Peña, O.S.B. † (27 de setembre de 1723 - 4 d'agost de 1729 mort)
- Lorenzo Gioeni d'Aragona † (11 de desembre de 1730 - d'octubre de 1754 mort)
- Andrea Lucchesi Palli † (21 de juliol de 1755 - 4 d'octubre de 1768 mort)
- Antonio Lanza, C.R. † (20 de novembre de 1769 - 24 de maig de 1775 mort)
- Antonio Branciforte Colonna † (15 d'abril de 1776 - 31 de juliol de 1786 mort)
- Antonio Cavaleri † (15 de setembre de 1788 - 11 de desembre de 1792 mort)
- Saverio Granata, C.R. † (1 de juny de 1795 - 29 d'abril de 1817 mort)
- Baldassare Leone † (2 d'octubre de 1818 - 22 de juliol de 1820 mort)
- Pietro Maria d'Agostino † (17 de novembre de 1823 - 18 de juliol de 1835 mort)
- Ignazio Montemagno, O.F.M.Conv. † (2 d'octubre de 1837 - 21 d'agost de 1839 mort)
  - Sede vacante (1839-1844)
- Domenico Maria Lo Jacono, C.R. † (17 de juny de 1844 - 24 de març de 1860 mort)
  - Sede vacante (1860-1872)
- Domenico Turano † (23 de febrer de 1872 - 2 de febrer de 1885 mort)
- Gaetano Blandini † (2 de febrer de 1885 - 19 de maig de 1898 mort)
- Bartolomeo Lagumina † (28 de novembre de 1898 - 5 de maig de 1931 mort)
- Giovanni Battista Peruzzo, C.P. † (15 de gener de 1932 - 20 de juliol de 1963 mort)
- Giuseppe Petralia † (14 d'octubre de 1963 - 2 de maig de 1980 dimitío)
- Luigi Bommarito (2 de maig de 1980 - 1 de juny de 1988 nomenat arquebisbe de Catània)
- Carmelo Ferraro (3 de novembre de 1988 - 23 de febrer de 2008 retirat)
- Francesco Montenegro, des del 23 de febrer de 2008

## Estadístiques
A finals del 2012, l'arxidiòcesi tenia 469.000 batejats sobre una població de 479.000 persones, equivalent al 97,9% del total.
| any  | població | població | població | sacerdots | sacerdots       | sacerdots       | sacerdots             | diaques | religiosos | religiosos | parroquies |
| ---- | -------- | -------- | -------- | --------- | --------------- | --------------- | --------------------- | ------- | ---------- | ---------- | ---------- |
| any  | batejats | total    | %        | total     | clergat secular | clergat regular | batejats por sacerdot | diaques | homes      | dones      |            |
| 1948 |          |          |          | 485       | 350             | 135             | 0                     |         |            |            |            |
| 1955 | 467.520  | 469.864  | 99,5     | 403       | 320             | 83              | 1.160                 |         | 115        | 730        | 154        |
| 1970 | 480.481  | 483.484  | 99,4     | 380       | 314             | 66              | 1.264                 |         | 103        | 628        | 197        |
| 1980 | 482.000  | 487.700  | 98,8     | 321       | 259             | 62              | 1.501                 | 1       | 80         | 945        | 199        |
| 1990 | 480.000  | 492.093  | 97,5     | 303       | 253             | 50              | 1.584                 | 11      | 50         | 585        | 194        |
| 1999 | 464.200  | 473.100  | 98,1     | 284       | 234             | 50              | 1.634                 | 23      | 60         | 516        | 194        |
| 2000 | 464.200  | 473.100  | 98,1     | 280       | 235             | 45              | 1.657                 | 24      | 49         | 575        | 194        |
| 2001 | 463.900  | 473.100  | 98,1     | 280       | 234             | 46              | 1.656                 | 25      | 56         | 470        | 194        |
| 2002 | 463.400  | 473.000  | 98,0     | 290       | 239             | 51              | 1.597                 | 25      | 63         | 432        | 194        |
| 2003 | 463.700  | 473.200  | 98,0     | 294       | 240             | 54              | 1.577                 | 31      | 66         | 433        | 194        |
| 2004 | 463.200  | 473.200  | 97,9     | 292       | 237             | 55              | 1.586                 | 34      | 79         | 437        | 194        |
| 2006 | 449.000  | 461.000  | 97,4     | 286       | 237             | 49              | 1.569                 | 34      | 59         | 443        | 194        |
| 2012 | 469.000  | 479.000  | 97,9     | 272       | 228             | 44              | 1.724                 | 45      | 49         | 391        | 194        |